# Orthostigma seychellense
Orthostigma seychellense är en stekelart som beskrevs av Fischer 2004. Orthostigma seychellense ingår i släktet Orthostigma och familjen bracksteklar. Inga underarter finns listade i Catalogue of Life.